# Ка Албертини-Пицофредо (Павија)
Ка Албертини-Пицофредо је насеље у Италији у округу Павија, региону Ломбардија.
Према процени из 2011. у насељу је живело 82 становника. Насеље се налази на надморској висини од 469 м.